# سیارک ۱۲۴۸۴۴
سیارک ۱۲۴۸۴۴ (به انگلیسی: 124844 Hirotamasao، نامگذاری:2001TF15) صد و بیست و چهار هزار و هشتصد و چهل و چهارمین سیارک کشف شده‌است که در ۱۳ اکتبر ۲۰۰۱ کشف شد.